# William Cohen
William Sebastian Cohen (Bangor, 28 agosto 1940) è un politico statunitense, segretario della difesa durante la presidenza Clinton dal 1997 al 2001 e in precedenza senatore dal 1979 al 1997 e membro della Camera dei rappresentanti dal 1973 al 1979 per lo Stato del Maine.
Descritto come "un repubblicano moderato del Maine" e "una sorta di centrista anticonformista" da David Halberstam, Cohen aveva ottimi rapporti di lavoro con il presidente Clinton e il consigliere per la sicurezza nazionale Sandy Berger e una collaborazione "quasi ideale" con i capi di stato maggiore congiunti; tuttavia si scontrò spesso con il Segretario di Stato Madeleine Albright, che vedeva come "una spettatrice, troppo esplicita su questioni politiche e troppo desiderosa di usare la forza militare".

## Biografia
Nato a Bangor in una famiglia di origini ebraiche europee. Sua madre, Clara (nata Hartley), era di origini irlandesi protestanti, e suo padre, Reuben Cohen, era nato a New York, figlio di un immigrato ebreo russo; i due possedevano la Bangor Rye Bread Co.
Secondo i desideri di suo padre, Cohen è cresciuto ebreo, ha frequentato una sinagoga e la scuola ebraica in preparazione al suo bar mitzvah, ma non la portò a termine: si convertì formalmente al giudaismo ma iniziò anche a praticare il cristianesimo. Dopo essersi diplomato alla Bangor High School nel 1958, Cohen frequentò il Bowdoin College, laureandosi con lode in latino nel 1962. Mentre era al liceo e all'università, Cohen era un giocatore di basket ed è stato nominato nella squadra di basket delle scuole superiori e universitarie del Maine, e Bowdoin è stato inserito nella All-Star Hall of Fame del New England. Cohen frequentò poi la facoltà di giurisprudenza presso la Boston University School of Law, laureandosi con lode nel 1965.
Divenne assistente procuratore di contea per la contea di Penobscot (1968-1970). Nel 1968 divenne docente presso l'Husson College di Bangor e successivamente fu docente di amministrazione aziendale presso l' Università del Maine (1968–1972). Cohen è stato vicepresidente della Maine Trial Lawyers Association (1970–1972) e membro del Bangor School Board (1971–1972). Divenne membro della Harvard Kennedy School nel 1972 e nel 1975 fu nominato come uno dei "dieci giovani eccezionali" di Jaycee negli Stati Uniti.

## Carriera politica

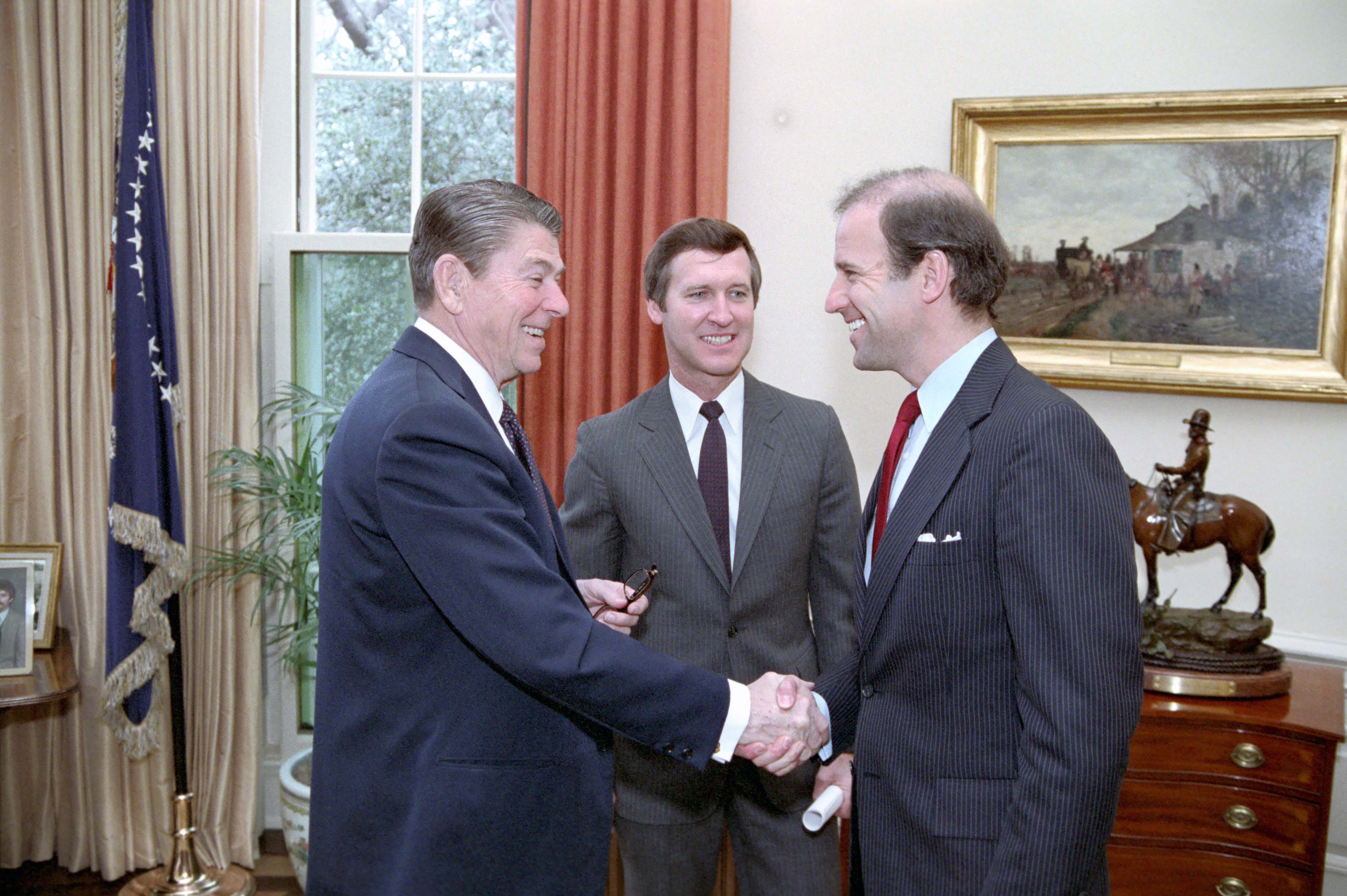
Cohen con il presidente Ronald Reagan e l'allora senatore Joe Biden nel 1984

Dopo gli studi in legge Cohen intraprese la carriera politica con il Partito Repubblicano e venne eletto all'interno del consiglio comunale della sua città, della quale divenne sindaco nel 1971.
Nel 1972 si candidò alla Camera dei rappresentanti e riuscì ad essere eletto, succedendo al democratico William Hathaway, che era stato eletto al Senato.
Durante il suo primo mandato al Congresso, Cohen fu assegnato alla Commissione Giustizia della Camera, dove partecipò alle udienze di impeachment del 1974 contro il presidente Richard Nixon. È stato uno dei primi repubblicani nel comitato a sostenere l'impeachment di Nixon. Durante questo periodo, la rivista Time lo ha nominato uno dei "200 futuri leader americani".
Dopo tre mandati alla Camera, Cohen fu eletto al Senato degli Stati Uniti nel 1978, sconfiggendo il presidente in carica William Hathaway nel suo primo tentativo di rielezione. Cohen è stato rieletto nel 1984 e nel 1990, prestando servizio al Senato per un totale di 18 anni (1979-1997). Nel 1990 sconfisse il democratico Neil Rolde. Cohen ha sviluppato la reputazione di repubblicano moderato con opinioni liberali sulle questioni sociali ed è stato descritto come "un anticonformista per tutta la carriera con la reputazione di creare compromessi dalla discordia".
Nel 1994 Cohen indagò sul processo di acquisizione della tecnologia informatica da parte del governo federale e il suo rapporto, Computer Chaos: Billions Wasted Buying Federal Computer Systems, suscitò molte discussioni. Ha scelto di non candidarsi per un altro mandato al Senato nel 1996 per ricoprire l'incarico di segretario della difesa degli Stati Uniti; Susan Collins, che aveva lavorato per Cohen, fu eletta al suo posto.

### Segretario della difesa

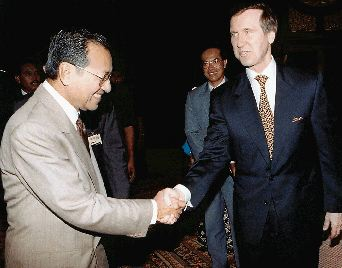
William Cohen con il primo ministro della Malaysia Mahathir Mohamad (12 gennaio 1998)

Nel gennaio 1997 Cohen accetta l'incarico di segretario della difesa degli Stati Uniti offertogli dal presidente Bill Clinton. La presenza di Cohen nel gabinetto di Clinton fu un evento molto insolito in quanto Cohen era un repubblicano che entrava a far parte di un governo democratico. Il rapporto fra i due fu comunque estremamente collaborativo, anche perché l'ideologia di Cohen era molto moderata e quindi in linea con il programma politico di Clinton.
Cohen ha svolto un ruolo importante nel dirigere le azioni militari degli Stati Uniti in Iraq e Kosovo, compreso il licenziamento di Wesley Clark dal suo incarico di Comandante supremo alleato della NATO. Sia l’operazione Desert Fox in Iraq che l’operazione Allied Force in Kosovo furono lanciate pochi mesi dopo che al-Qaeda effettuò gli attentati alle ambasciate degli Stati Uniti a Dar es Salaam, in Tanzania e a Nairobi, in Kenya, nel 1998.

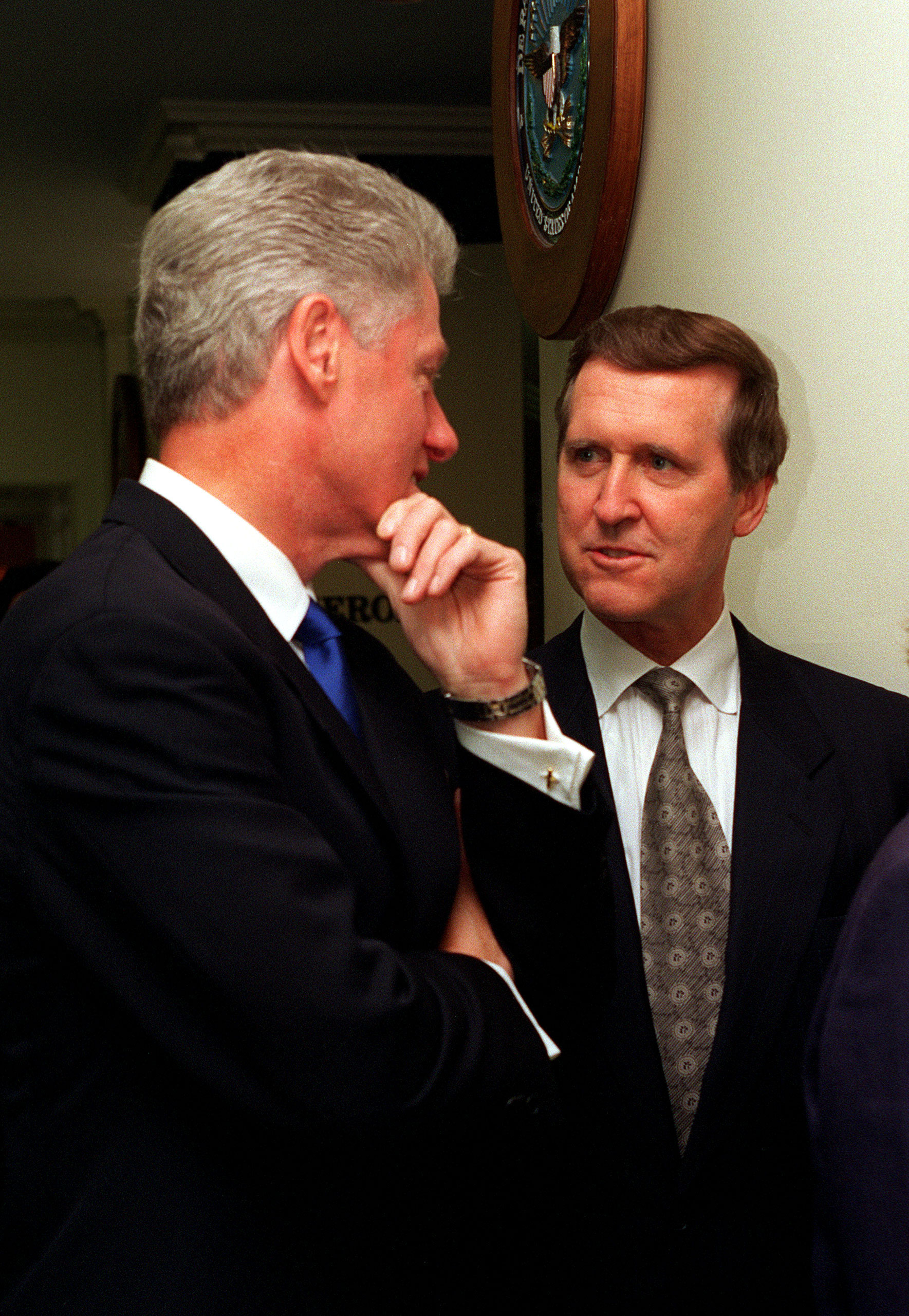
Cohen e il presidente Bill Clinton al Pentagono, settembre 1997

Durante le sue udienze per la conferma, Cohen ha detto che in alcune occasioni avrebbe potuto dissentire da Clinton su specifiche questioni di sicurezza nazionale. Ha implicitamente criticato l'amministrazione Clinton per la mancanza di una strategia chiara per lasciare la Bosnia e ha affermato di ritenere che le truppe americane dovrebbero ritirarsi definitivamente entro la metà del 1998. Ha anche affermato che si opporrà a ulteriori tagli al bilancio, manterrà la strategia dei due conflitti regionali e sosterrà l’aumento della spesa per le armi avanzate, anche se ciò richiedesse ulteriori tagli al personale militare. Cohen si è chiesto se i risparmi derivanti dalla chiusura delle basi e dalla riforma delle acquisizioni potrebbero fornire denaro sufficiente per l'approvvigionamento di nuove armi e attrezzature che i capi di stato maggiore congiunti ritenevano necessari nei prossimi anni. Sosteneva l’espansione della NATO e considerava la proliferazione delle armi di distruzione di massa il problema più serio che gli Stati Uniti si trovavano ad affrontare.

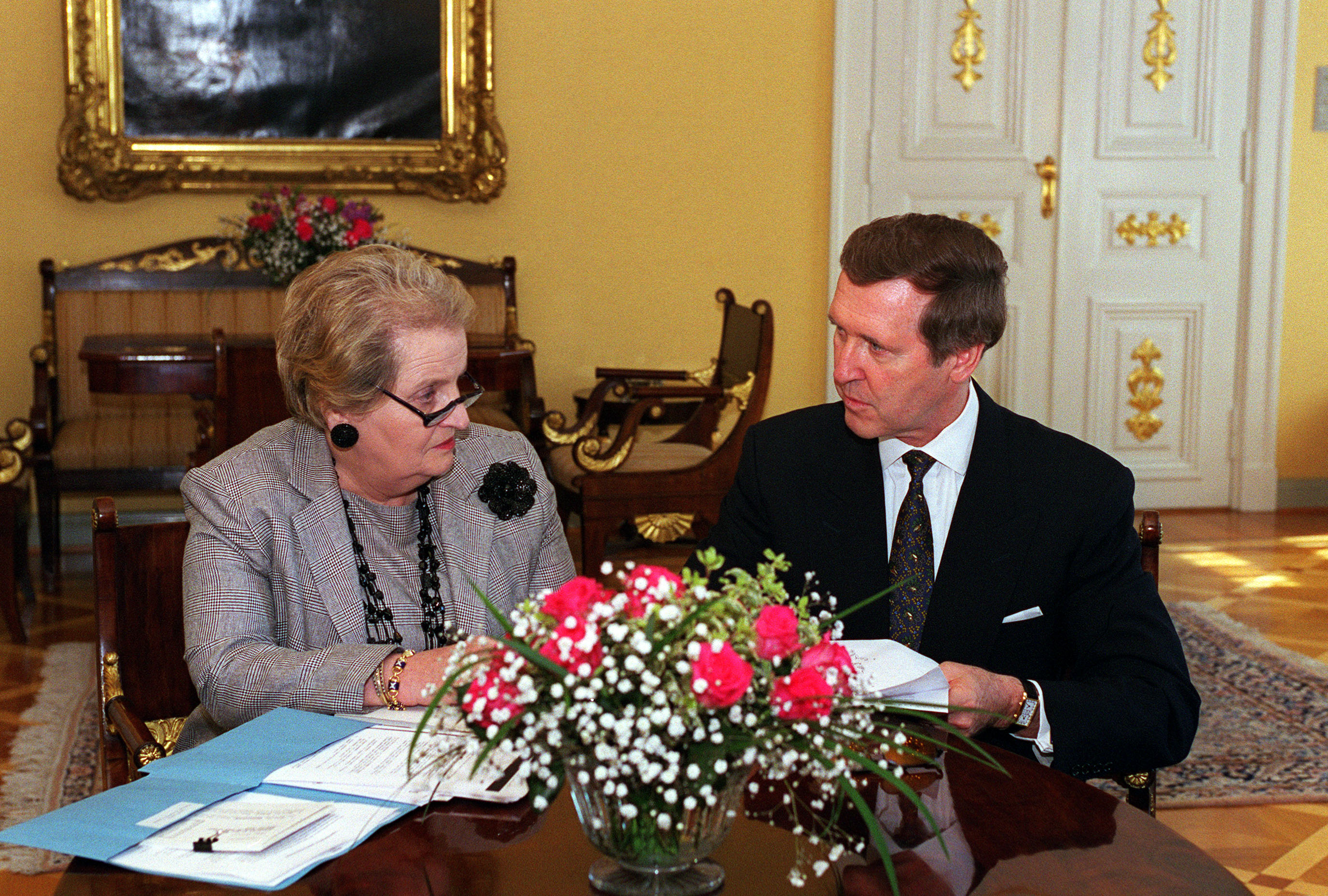
William Cohen discute con la collega Madeleine Albright, segretario di Stato, ad Helsinki il 18 giugno 1999

Dopo la conferma con un voto unanime del Senato, Cohen prestò giuramento come 20° Segretario alla Difesa il 24 gennaio 1997. Si stabilì quindi in un programma molto più fitto di quello che aveva seguito al Senato. Di solito arrivava al Pentagono prima delle 7 del mattino, riceveva un briefing dell'intelligence e poi incontrava il vice segretario alla Difesa (John Hamre 1997-2000, Rudy de Leon 2000-2001) e il presidente dei capi di stato maggiore congiunti (gen. Hugh Shelton). Il resto della giornata lo ha dedicato a briefing politici e di bilancio, visite con dignitari stranieri e di altro tipo e a quelli che ha definito incontri "ABC" alla Casa Bianca con il segretario di Stato Madeleine Albright, il consigliere per la sicurezza nazionale Sandy Berger e naturalmente il presidente Bill Clinton. Ha anche viaggiato più volte all'estero durante i suoi primi mesi in carica.

### Dimissioni dal Pentagono

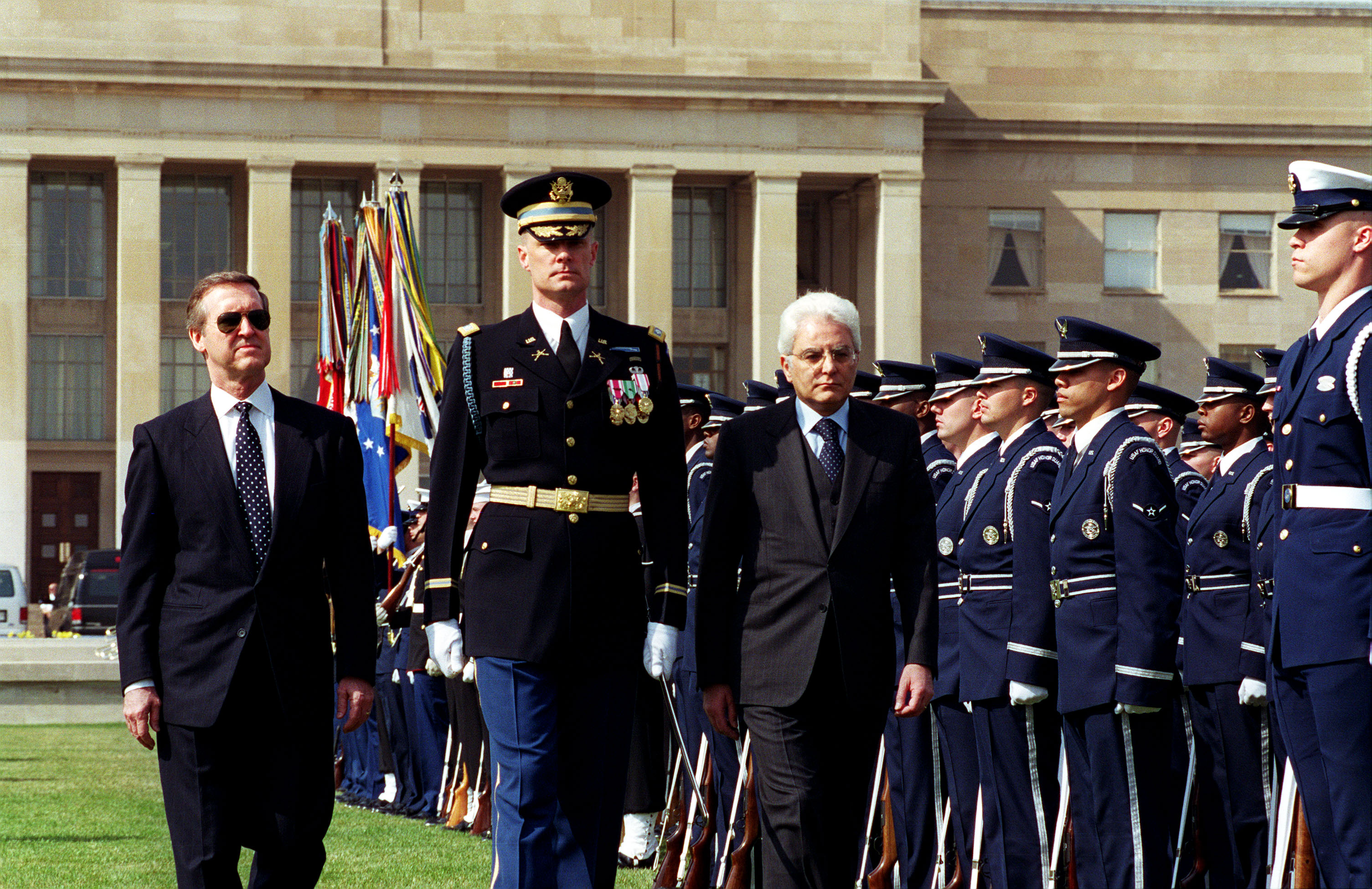
William Cohen con il ministro della difesa della Repubblica Italiana Sergio Mattarella il 23 marzo 2000

Cohen lasciò il posto al termine del mandato presidenziale di Clinton e si dedicò all'attività di lobbista. Fondò The Cohen Group, una società di consulenza aziendale, con tre funzionari del Pentagono, Bob Tyrer, Jim Bodner e HK Park. Cohen ha ricevuto il Woodrow Wilson Award for Public Service dal Woodrow Wilson Center della Smithsonian Institution il 7 marzo 2002 a New York City.
Il 5 gennaio 2006, ha partecipato a un incontro alla Casa Bianca degli ex Segretari della Difesa e di Stato per discutere la politica estera degli Stati Uniti con i funzionari dell'amministrazione Bush.
Cohen ha scritto diversi libri, inclusi gialli, poesie e (con George Mitchell) un'analisi della vicenda Iran-Contra. È presidente emerito del Business Council USA-Taiwan. Il Washington Post ha pubblicato un articolo intitolato "Dalla vita pubblica agli affari privati" sulla brusca transizione di Cohen all'attività di lobbying a Washington poche "settimane dopo aver lasciato l'incarico". (28 maggio 2006). Ha discusso più dettagliatamente gli affari del Gruppo Cohen e, pur non adducendo alcuna irregolarità specifica, ha avuto una visione generalmente negativa dell'ex senatore e segretario alla Difesa.
Il 21 agosto 2006 è uscito il romanzo di Cohen, Dragon Fire. La trama ruota attorno a un segretario alla Difesa che deve confrontarsi con una potenziale minaccia nucleare proveniente da un paese straniero. Nel dicembre 2006, ha pubblicato un libro di memorie con sua moglie, la scrittrice Janet Langhart, intitolato Love in Black and White, un libro di memorie sulla razza, la religione e le condivisioni della coppia amorosa in circostanze di vita e background simili. È poi apparso su The Daily Show (22 agosto 2006) e su Fox & Friends First (25 agosto 2006), dove ha detto al conduttore Brian Kilmeade: "Penso che dovrebbe esserci un impegno per una protezione universale. Penso che solo poche persone siano veramente impegnate in questa guerra contro il terrorismo... Dovremmo avere un vero appello al servizio nazionale per impegnarci in una qualche forma di servizio pubblico... per metterci sul piede di guerracome mentalità".
Cohen con l'allora segretario alla Difesa Jim Mattis nel febbraio 2017
La BBC News ha assunto Cohen come analista degli affari mondiali nel maggio 2016. Cohen appare in questo ruolo su BBC World News America e in altre trasmissioni. Cohen e Madeleine Albright hanno co-presieduto una "Task Force per la prevenzione del genocidio". La loro nomina fu criticata da Harut Sassounian e dall'Armenian National Committee of America.
Durante le elezioni presidenziali del 2016, Cohen si è unito a molti repubblicani nel rompere con i ranghi del partito per opporsi alla candidatura del candidato repubblicano Donald Trump. Ha appoggiato la candidata democratica, l'ex segretario di Stato Hillary Clinton. Nelle elezioni del 2020, Cohen ha nuovamente annunciato il suo sostegno al candidato presidenziale democratico, appoggiando Joe Biden. Tuttavia ha anche appoggiato la rielezione della senatrice repubblicana in carica del Maine Susan Collins.
Cohen, insieme a tutti gli ex segretari della difesa viventi, dieci in totale, ha pubblicato un editoriale sul Washington Post nel gennaio 2021 in cui chiedeva al presidente Trump di non coinvolgere i militari nel determinare l'esito delle elezioni del 2020.

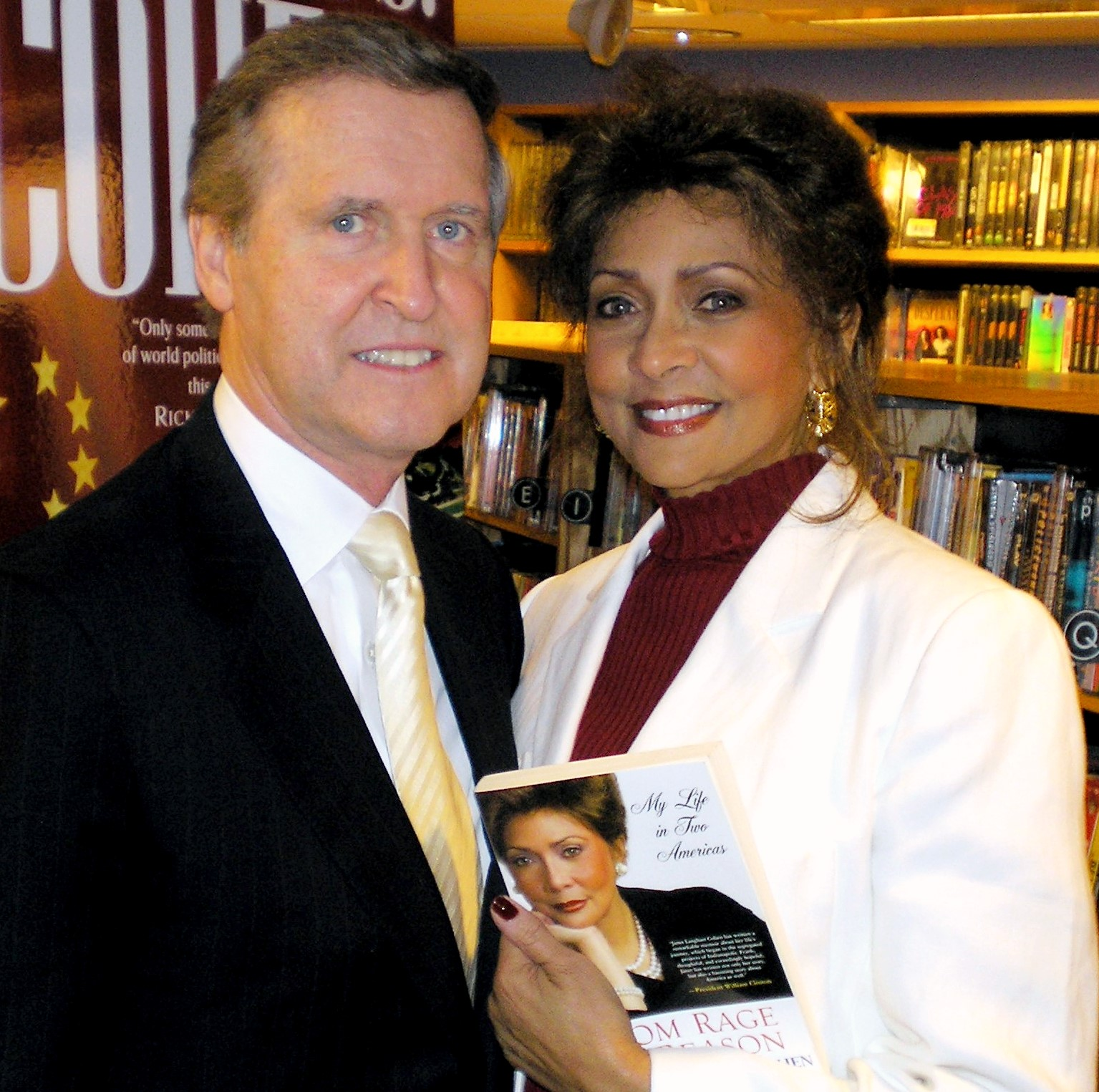
Cohen e sua moglie, la scrittrice Janet Langhart, agosto 2006

Nel luglio 2022, Cohen ha contribuito a fondare un gruppo di leader politici e aziendali statunitensi che condividono l’obiettivo di impegnarsi in modo costruttivo con la Cina al fine di migliorare le relazioni USA-Cina.

## Vita privata
Il 15 febbraio 1987 Cohen divorziò dalla prima moglie, Diana Dunn, dalla quale ha avuto due figli, e nove anni dopo, il 14 febbraio 1996, sposò la giornalista afroamericana Janet Langhart. Langhart è una ex modella, personaggio televisivo di Boston e corrispondente di BET. Era conosciuta come la "First Lady del Pentagono" durante il mandato di Cohen come segretario.
Stando al New York Times, Cohen era considerato un solitario al Congresso. Nel 2007, Cohen prese in considerazione la riconciliazione con il giudaismo e accettò di frequentare nuovamente una sinagoga.